# Våtutrymme
Våtutrymme benämns rum i bostadshus med mycket vatten till exempel badrum och tvättstuga. I våtutrymmen måste extra åtgärder vidtas för att undvika fuktskador.
Särskilda elsäkerhetsregler gäller för elektriska installationer i våtutrymmen.